# S2娛樂
S2娛樂是韓國的經紀公司，由JYP娛樂聯合創辦人、CUBE娛樂創辦人洪承成於2020年新成立的經紀公司。

## 歷史沿革
2020年3月31日，洪承成因與CUBE娛樂產生內部衝突，透過其推特賬號宣布正式離開該公司。
2020年8月14日，洪承成透過其推特賬號宣布決定成立新的娛樂公司S2娛樂。
2020年11月20日，公司宣布推出首個企劃《#S2: Sound of HEART》，於27日由先藝和趙權發行合作單曲《First Page》。
2021年3月16日，S2娛樂公開組合HOT ISSUE社群帳號和Logo Motion，宣布將推出首支組合。後於4月7日，宣佈組合將於4月28日正式出道。
2021年12月7日，宣布透過在11月的董事會會議，決定收購AURA Entertainment的51%股權，以確保經營權，成為旗下子公司。AURA娛樂旗下藝人包括ADORA。
2022年4月22日，經過雙方討論過後，宣布旗下團體HOT ISSUE正式解散。
2022年7月12日，宣布與NATTY簽訂專屬合約。
2023年3月21日，宣布推出第二個女團，NATTY為成員之一。
2023年5月12日，正式公開組合KISS OF LIFE社群帳號和同名預告，組合預計同年7月出道，李海印擔任視覺總監。

## 子公司
- AURA娛樂（51%）

## 旗下藝人

### S2娛樂

#### 團體
- 隊長以粗斜體顯示。
- 以出道日期排序。

| 出道日期     | 團體名稱     | 性別 | 成員                        | 粉絲名稱 |
|              | 團體名稱     | 性別 | 成員                        | 粉絲名稱 |
| 2023年7月5日 | KISS OF LIFE | 女   | JULIE、NATTY、BELLE、HANEUL | KISSY    |

## 已離開藝人
已離開歌手
- HOT ISSUE（2021 － 2022）
  - Mayna（2021 － 2022）
  - 娜賢（2021 － 2022）
  - 亨信（2021 － 2022）
  - 多奈（2021 － 2022）
  - 藝媛（2021 － 2022）
  - 藝彬（2021 － 2022）
  - 多仁（2021 － 2022）

AURA娛樂
- ADORA（2021 － 2023）

其他離職人員
- 李海印，視覺總監（2022 － 2024）[14]

#### 離開練習生
- 李妍炅[註 3]（《Girls Planet 999》）
- 李◯敏（이◯민）[15]

## 企劃歌曲
| 發佈日期       | 企劃/專輯名稱       | 歌曲名稱                          | 參與歌手   |
| -------------- | ------------------- | --------------------------------- | ---------- |
| 2020年11月20日 | #S2: Sound of HEART | First Page （页面存档备份，存于） | 先藝、趙權 |

## 外部連結
| S2娛樂 - 官方网站 - S2娛樂的Instagram帳戶 - S2娛樂的Facebook專頁 - S2娛樂的X（前Twitter） - S2娛樂的新浪微博 - YouTube上的S2娛樂頻道 S2娛樂選秀 - S2娛樂選秀的Instagram帳戶 | AURA娛樂 - 官方网站 - AURA娛樂的Instagram帳戶 - AURA娛樂的Facebook專頁 - AURA娛樂的X（前Twitter） |